# Краснов, Мигель
Михаил Семёнович Краснов (Мигель Красснофф-Марченко); род. 15 февраля 1946, Тироль, Австрия) — бригадир чилийской армии в отставке. Сподвижник Аугусто Пиночета, активный участник вооружённой смены власти в Чили 1973 года.
После возвращения к власти в Чили левоцентристских сил был предан суду по обвинению в причастности к преступлениям против человечности, совершёнными в период с 1973 по 1989 годы, во время службы в Управлении национальной разведки и участии в Операции «Кондор», в том числе в причастности к похищениям чилийских и иностранных граждан.  Ныне отбывает свой срок в Центре заключения Кордильера, Сантьяго (Чили).

## Происхождение
Мигель Краснов — сын участника Белого движения атамана Семёна Краснова, начальника штаба Главного управления казачьих войск Имперского Министерства Восточных оккупированных территорий Третьего Рейха и генерал-майора нацистской Германии. В мае 1945 года Семён Краснов был выдан в СССР и на основании Указа Президиума Верховного Совета СССР от 19 апреля 1943 года и статьями 58-8 и 58-11 УК РСФСР осуждён как предатель и приговорён к смертной казни через повешение. Мать Мигеля Краснова, кубанская казачка и студентка парижского университета Дина Владимировна Марченко познакомилась с донским казаком Семёном Красновым в эмиграции, а поженились они в разгар Второй мировой войны.
Бабушка Мигеля Мария Иосифовна Марченко (девичья фамилия Шипанова) была женой Владимира Марченко, сотника Кубанского казачьего войска. По окончании Гражданской войны семье Марченко вместе с дочерью Диной удалось выехать во Францию. Владимир Марченко позднее был выдан советским властям и приговорён к заключению в одном из сибирских лагерей, где и погиб от истощения и болезней. Мария Марченко дожила до 94 лет и до последних дней принимала активное участие как в семейных и домашних делах, так и в воспитании и формировании молодого Мигеля.

## Эмиграция в Чили
В конце войны мать и близкие Мигеля Краснова находились в составе казачьих формирований, расположенных в Лиенце (Австрия). После вывоза из лагеря и последующей передачи всех казачьих офицеров, в том числе Красновых, в руки советского командования, матери Мигеля вместе с его бабушкой Марией удалось бежать из лагеря для перемещённых лиц. Побегу и укрытию от СМЕРШа в большой степени способствовала помощь знакомого чилийского дипломата по фамилии Санта-Крус, на момент окончания войны находившегося в Италии. Узнав о передаче британцами практически всех Красновых в руки советского командования, Санта-Крус срочно приехал в Австрию, разыскал Дину, снял дом и, пользуясь дипломатической неприкосновенностью, надолго предоставил убежище и необходимую помощь не только беременной Дине с её матерью, но и семьям других казаков, которым удалось бежать во время выдачи казаков в Лиенце.
Новорожденный был крещён в православной церкви Святого Николая города Лиенца и записан как ребёнок выданного к тому моменту СМЕРШу Семёна Краснова. Текст свидетельства о крещении отредактирован на русском, французском и немецком языках, в то же время действителен как свидетельство о рождении Михаила Краснова (в последующем — Мигель Красснофф-Марченко, на испанский лад). Позднее Санта-Крус переправил его семью в порт Триест, где они провели несколько месяцев в ожидании возможности для погрузки на какое-либо судно, направляющееся в Южную Америку. Это стало возможным лишь в 1948 году.
На борту судна «Mercy» прибыли в порт Вальпараисо 19 августа 1948 года. В числе сотен вновь прибывших эмигрантов и беженцев первоначально были размещены в секторе раздевалок и в палатках на территории Национального стадиона города Сантьяго. Позднее сняли внаём квартиру в одном из пансионов на улице Бразилии. Положение семьи Красновых улучшилось благодаря усилиям матери Мигеля. В юности она получила университетское образование в Париже и владела 6 языками, в том числе испанским. Это обстоятельство позволило ей получить работу переводчика в Министерстве иностранных дел Чили.

## Образование и карьера
Начальное образование Мигель Краснов получил в школе «Республика Аргентина», среднее — в лицее № 8 «Артуро Алессандри Пальма». В 1963 году, несмотря на несогласие своей матери, Мигель Краснов поступил в чилийскую Военную Школу, которую окончил в 1967 году в звании младшего лейтенанта пехотных войск. Принимал участие в военном перевороте 11 сентября 1973 года, когда армия отстранила от власти правительство Сальвадора Альенде. В 1974 году прошёл курс подготовки в американской военной школе в Панаме, где был лучшим из 65 офицеров-слушателей из различных южноамериканских стран. Вернувшись в Чили, с июня 1974 года по 1976 год был прикомандирован к Управлению национальной разведки (DINA) Служил в бригаде Марсельо Морена Брито, среди подчинённых был Освальдо Ромо. В 1975 году командовал батальоном 1-й Горной дивизии, сражавшейся в Андах с повстанцами-противниками режима Пиночета. За отличие в операции по уничтожению одной из групп повстанцев в ноябре 1975 года награждён высшей национальной медалью вооружённых сил Чили «За мужество» (не присуждавшейся до того момента 100 лет).
В 1980 году окончил 3-летнее обучение в чилийской Военной академии в звании майора. После этого — командир Кадетского батальона в военном училище и доцент в национальной Военной Академии, где читал курсы оперативно-тактического мастерства и теории информации. С 1982 год — в Ставке командующего армией Чили. По окончании курсов Генерального штаба в Бразилии получил звание подполковника и был назначен в Ставку V чилийской дивизии в Пунта-Аренас. С февраля 1986 года — в Ставке Генерального штаба в Сантьяго, с конца того же года — заместитель директора Военной Школы и командир 8-го пехотного полка «Тукапель». С 1 августа 1989 года — полковник, начальник гарнизона в Темуко. С февраля 1994 — начальник штаба IV дивизии. Вернулся в Сантьяго на службу в Управление армейской подготовки. С 1995 — бригадир. Награждён Военной Звездой чилийских Вооружённых Сил, Большой Звездой за воинские заслуги и Звездой Славы за заслуги перед генеральным штабом. В 1998 году, после ухода Пиночета с поста главнокомандующего и прихода к власти в 2000 году гражданского правительства, вышел в отставку, но получил должность директора гостинично-санаторного комплекса для военных.

## Судебные процессы
Летом 2001 года бригадир Мигель Краснов был арестован и предан суду по обвинению в причастности к преступлениям, совершенным с момента военного переворота 11 сентября 1973 года во время службы в политической полиции DINA (в частности, причастности к похищениям чилийских и иностранных граждан).
Франция также предъявила ему обвинение в пытках члена оппозиционного диктатуре Левого революционного движения французского гражданина Альфонса Шанфро в 1974 году и в пытках диссидентов в пыточном центре «Londres 38».

### Сроки давности
Защита Мигеля Краснова считает, что преступления, в которых он обвиняется, подпадают под положение о сроке давности (в чилийском правосудии есть такая норма в случае убийства) и, следовательно, судебные процессы должны быть прекращены.
Обвинение на это возражает, что речь идёт о преступлениях против человечности (в частности, о насильственном исчезновении людей). Так как люди исчезли, находясь в заключении, а военные, в чьих руках находились заключённые, не признались в том, что эти люди убиты, то такие заключённые считаются пропавшими без вести. Таким образом, пока не найдено тело, преступление не считается завершённым и срок давности неприменим.

### Приговоры
В 2005 году приговорён к 10 годам тюремного заключения за соучастие в похищении и убийстве Мигеля Анхеля Сандоваля.
В июне 2006 года III апелляционная палата Трибунала Сантьяго приговорила его к 10 годам заключения за соучастие в похищении и последующем исчезновении Рикардо Аурелио Тронкосо Муньоса и Эльсы Виктории Лютнер Муньос, Эрнана и Марии Гонсалес.
В декабре 2006 года Мигель Краснов был приговорён к 5 годам и одному дню тюремного заключения за соучастие в похищении инженера Эухенио Монтти и Кармен Диас, подвергавшихся жестоким пыткам в заключении на территории пыточного центра «Вилла Гримальди», а затем пропавших без вести.
В 2008 году Мигель Краснов был приговорён к семи годам тюремного заключения за соучастие в похищении и убийстве испанского священника Антонио Льидо; к трём годам за соучастие в похищении Альваро Барриоса Дуке; к десяти годам и одному дню заключения за похищение Марсело Салинаса Эйтеля.
В 2009 году осуждён на пять лет и один день тюремного заключения за соучастие в похищении и убийстве Серхио Переса и его жены Луми Виделы.
В 2010 году в числе группы других бывших офицеров (включая главу DINA Мануэля Контрераса) осуждён на десять лет и один день тюремного заключения за участие в исчезновении восьми оппозиционеров в пыточном центре «Вилла Гримальди». Также был осужден по аналогичному делу о пыточном центре «Londres 38».
В 2010 году осуждён французским судом на 30 лет заключения за причастность к похищению, пыткам и убийству Альфонса Шанфро, имевшего французское гражданство. Верховный суд Чили в 2015 году также вынес аналогичное решение по этому делу.
Очередной приговор Верховного суда Чили вынесен 16 мая 2017, когда Мигель Краснов был осуждён за убийство журналиста Аугусто Кармона.

### Реакция подсудимого
Уже будучи под следствием, Мигель Краснов писал на волю:
На данный момент ситуация кажется мне довольно сложной из-за несправедливости и влияния политических причин... Мы живём при нынешнем правительстве с теми же лицами, что привели Чили к катастрофе в 70-х годах. Надеюсь, что сможем сохранить твёрдость во время судебных процедур, — это даёт мне право называть себя «Красновым» и «казаком»! Кроме того, абсолютно верю в Божью справедливость!
Бригадир Мигель Краснов не признал себя виновным ни по одному из предъявленных ему пунктов обвинения, так как большая часть из них, по его мнению, «не имеет каких-либо оснований или является бездоказательными подозрениями»:
Мы все — участники революции 1973 года — затравлены, оскорблены, унижены и подвергаемся репрессиям только из-за того, что избавили страну от марксистской чумы. Ложью, хитростью и интригами сегодняшние марксисты извратили исторические факты, представив революцию «военным мятежом». Несмотря на обвинения, я сохраняю бодрое настроение и непоколебимую веру в Бога. Никогда гнусные личности, которые насиловали Чили, не покорят меня! Я солдат и казак, и во мне живы традиции казачества и предков-мучеников! Пусть все знают, что я казак и горжусь тем, что сделал в жизни, нося мундир офицера чилийских сухопутных сил!

## Оценки
Российский историк О. Г. Гончаренко называет[значимость факта?] суд над Мигелем Красновым очевидным политическим процессом, схожим с судом над белыми генералами в 1946 году, по приговору которого был казнён Семён Краснов. О случае с Альфонсом Шанфро Гончаренко пишет, что Шанфро был террористом и участником одной из самых жестоких преступных организаций, действовавших в Чили, а в 1992 году суд признал Краснова непричастным к гибели Шанфро, что было подробно освещено чилийскими газетами. По мнению самого осуждённого, следователь и французская печать были пристрастны и не учитывали, что Шанфро, чья организация была повинна в терроре и гибели множества мирных граждан, отнюдь не был невинной жертвой полицейского произвола.

## Семья
Жена:
- Мария де лос Анхелес Басса Саласар де Красснофф (исп. María de los Angeles Bassa Salazar de Krassnoff), в браке с 1970 г.

Дети:
- Мария Андреа Красснофф Басса (исп. María Andrea Krassnoff Bassa), род. 1971, двое детей.
- Мигель Алехандро Красснофф Басса (исп. Miguel Alejandro Krassnoff Bassa), род. 1972, двое детей — офицер чилийской армии
- Мария Лорена Красснофф Басса (исп. Maria Lorena Krassnoff Bassa), 1973–2013[34], трое детей.

Дети и внуки Мигеля Краснова не говорят по-русски.